# Sävsmyg
Sävsmyg (Phleocryptes melanops) är en fågel i familjen ugnsfåglar inom ordningen tättingar.

## Utseende och läte
Sävsmyg är en distinkt liten brun fågel med breda roströda vingband. Vidare har den ett brett vitaktigt ögonbrynsstreck och kraftigt streckad ovansida. Lätet består av ett oavbrutet hårt tickande som låter likt två stenar som slås samman.

## Utbredning och systematik
Sävsmyg placeras som enda art i släktet Phleocryptes. Den delas in i fyra underarter:
- Phleocryptes melanops brunnescens – förekommer i kustnära västra Peru (Trujillo till Pisco)
- Phleocryptes melanops schoenobaenus – förekommer i högländer i södra Peru, västra Bolivia och nordvästra Argentina
- Phleocryptes melanops loaensis – förekommer i norra Chile (Tarapacá)
- Phleocryptes melanops melanops – förekommer från södra Brasilien till centrala Chile, centrala Argentina, Paraguay och Uruguay

## Levnadssätt
Sävsmygen hittas i både söt- och brackvattensvåtmarker och kring shlar med täta bestånd av vass och säv. Den födosöker i vegetationen och i den leriga vattenlinjen. Fågeln är tillbakadragen, men kan ses flyga korta stunder mellan öppningar i vassen. 

## Status och hot
Arten har ett stort utbredningsområde, men tros minska i antal, dock inte tillräckligt kraftigt för att den ska betraktas som hotad. Internationella naturvårdsunionen IUCN listar arten som livskraftig (LC).